# Julia Putincevová
Julia Putincevová (rusky Юлия Антоновна Путинцева, Julija Antonovna Putinceva, * 7. ledna 1995 Moskva) je kazachstánská profesionální tenistka, do června 2012 reprezentující rodné Rusko. Ve své dosavadní kariéře vyhrála na okruhu WTA Tour tři singlové turnaje. V rámci okruhu ITF získala šest titulů ve dvouhře.
Na žebříčku WTA byla ve dvouhře nejvýše klasifikována v lednu 2025 na 20. místě a ve čtyřhře v červnu 2021 na 158. místě. Trénuje ji Matteo Donati. Dříve tuto roli plnil Roman Kisljanskij.
V sezóně 2010 se probojovala do semifinále juniorské dvouhry ve Wimbledonu, kde ji zastavila Češka Kristýna Plíšková. Následně si zahrála finále juniorky US Open, v němž nestačila na Američanku Taylor Townsendovou. V roce 2011 odešla poražena z boje o singlový titul na americkém Orange Bowlu.
V kazachstánském týmu Billie Jean King Cupu debutovala v roce 2014 utkáním 1. skupiny zóny Asie a Oceánie proti Indonésii, v němž vyhrála dvouhru nad Vitou Medianovou a v páru s Galinou Voskobojevovou i čtyřhru. Kazachstánkám tak přispěla dvěma body k vítězství 3:0 na zápasy. Do roku 2025 v soutěži nastoupila k dvaceti devíti mezistátním utkáním s bilancí 20–11 ve dvouhře a 3–7 ve čtyřhře.
Kazachstán reprezentovala na odložených Letních olympijských hrách 2020 v Tokiu, kde v úvodním kole ženské dvouhry skrečovala Argentince Nadie Podoroské.

## Tenisová kariéra

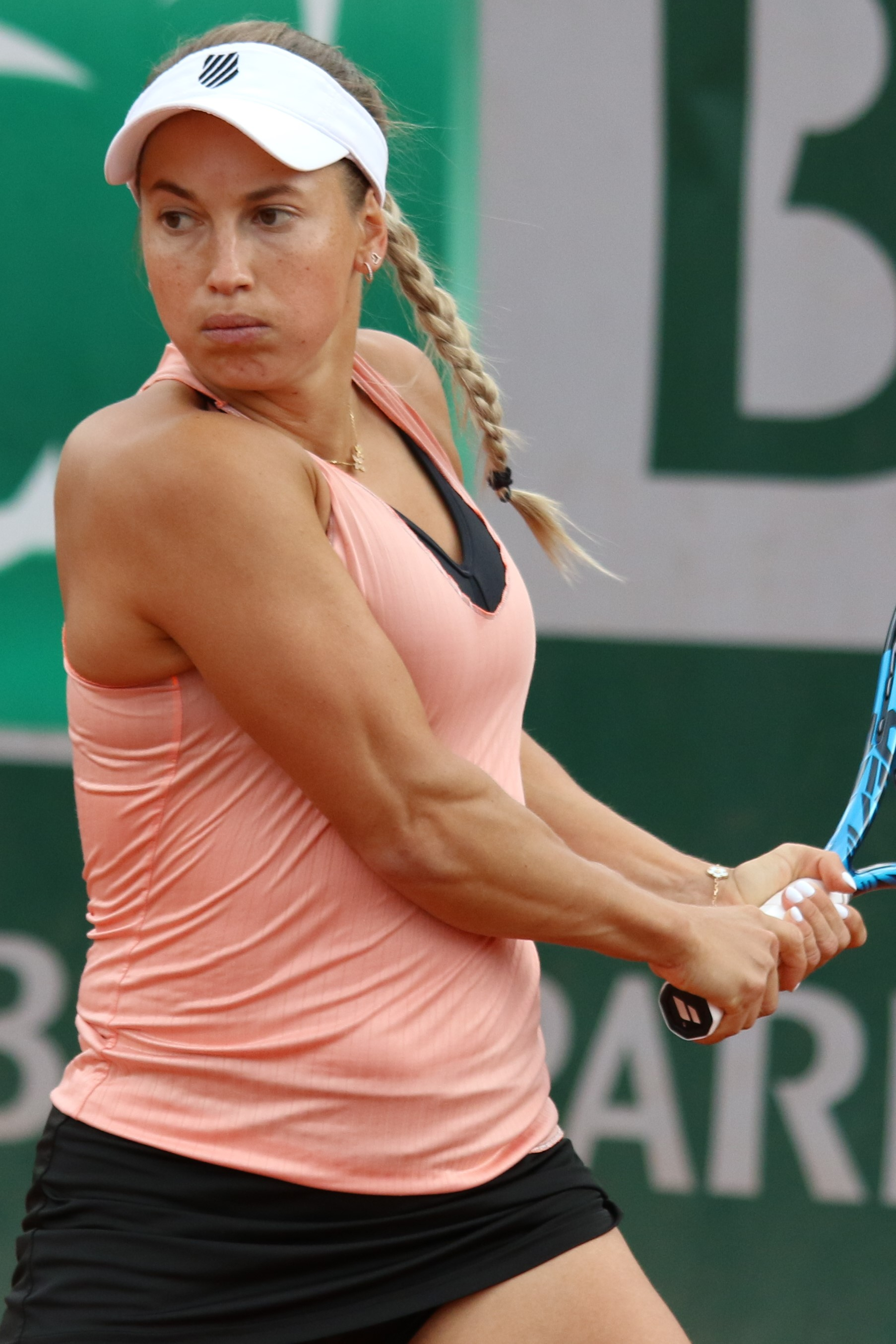
Bekhend na French Open 2022

Premiérové finále na okruhu WTA Tour si zahrála na únorovém St. Petersburg Ladies Trophy 2017, kde vyřadila dvě hráčky elitní světové desítky. Ve čtvrtfinále na její raketě dohrála ruská světová osmička Světlana Kuzněcovová a v semifinále pátá tenistka klasifikace Dominika Cibulková. Ve finále pak podlehla 23leté Kristině Mladenovicové, čímž se Francouzka dostala do vedení poměru vzájemných duelů na 3:2. V průběhu zápasu již Mladenovicová vedla 6–2 a 5–2, ale nedokázala utkání doservírovat. Rozhodla tak až závěrečná sada, v níž si vypracovala náskok 5–1 na gamy. Proměnila však až pátý mečbol za výsledného skóre 6–4. Na žebříčku WTA se následně Putincevová posunula na dosavadní kariérní maximum, když 6. února 2017 figurovala na 27. místě.
V nejvyšší grandslamové kategorii prošla po výhře nad Španělkou Carlou Suárezovou Navarrovou do čtvrtfinále French Open 2016, v němž ji vyřadila obhájkyně trofeje a světová jednička Serena Williamsová.
Na antukovém Nürnberger Versicherungscupu 2018 vyřadila v úvodním kole nejvýše nasazenou světovou desítku Sloane Stephensovou, aby ji ve druhé fázi zastavila další Američanka Alison Riskeová. Z druhého finále WTA odešla poražena na zářijovém Guangzhou International Women's Open 2018 v Kantonu, v němž nestačila na Číňanku Wang Čchiang po hladkém dvousetovém průběhu.

## Finále na okruhu WTA Tour
| Legenda,                                         |
| ------------------------------------------------ |
| D – dvouhra; Č – čtyřhra                         |
| Grand Slam (0)                                   |
| Turnaj mistryň (0)                               |
| Premier Mandatory & Premier 5 / WTA 1000 (0–1 Č) |
| Premier / WTA 500 (0–1 D)                        |
| International / WTA 250 (3–2 D; 0–1 Č)           |

### Dvouhra: 6 (3–3)
| Stav       | č. | datum             | turnaj                         | kategorie     | povrch    | soupeřka ve finále     | výsledek           |
| ---------- | -- | ----------------- | ------------------------------ | ------------- | --------- | ---------------------- | ------------------ |
| Finalistka | 1. | 5. února 2017     | Petrohrad, Rusko               | Premier       | tvrdý     | Kristina Mladenovicová | 2–6, 7–6(7–3), 4–6 |
| Finalistka | 2. | 22. září 2018     | Kanton, Čína                   | International | tvrdý     | Wang Čchiang           | 1–6, 2–6           |
| Vítězka    | 1. | 25. května 2019   | Norimberk, Německo             | International | antuka    | Tamara Zidanšeková     | 4–6, 6–4, 6–2      |
| Vítězka    | 2. | 18. července 2021 | Budapešť, Maďarsko             | WTA 250       | antuka    | Anhelina Kalininová    | 6–4, 6–0           |
| Finalistka | 3. | 2. října 2021     | Nur-Sultan, Kazachstán         | WTA 250       | tvrdý (h) | Alison Van Uytvancková | 6–1, 4–6, 3–6      |
| Vítězka    | 3. | 23. června 2024   | Birmingham, Spojené království | WTA 250       | tráva     | Ajla Tomljanovićová    | 6–1, 7–6(10–8)     |

### Čtyřhra: 2 (0–2)
| Stav       | č. | datum          | turnaj                    | kategorie | povrch | spoluhráčka         | soupeřky ve finále                      | výsledek         |
| ---------- | -- | -------------- | ------------------------- | --------- | ------ | ------------------- | --------------------------------------- | ---------------- |
| Finalistka | 1. | 17. září 2023  | Ósaka, Japonsko           | WTA 250   | tvrdý  | Anna Kalinská       | Anna-Lena Friedsamová Nadija Kičenoková | 6–7(3–7), 3–6    |
| Finalistka | 2. | 19. srpna 2024 | Cincinnati, Spojené státy | WTA 1000  | tvrdý  | Leylah Fernandezová | Asia Muhammadová Erin Routliffeová      | 6–3, 1–6, [4–10] |

## Tituly na okruhu ITF
| Dotace turnajů okruhu ITF | Dotace turnajů okruhu ITF |
| ------------------------- | ------------------------- |
| 100 000 $ tournaments     | 80 000 $ tournaments      |
| 75 000 $ tournaments      | 60 000 $ tournaments      |
| 50 000 $ tournaments      | 25 000 $ tournaments      |
| 15 000 $ tournaments      | 10 000 $ tournaments      |

### Dvouhra (6 titulů)
| č. | datum             | turnaj                  | povrch | soupeřka ve finále             | výsledek      |
| -- | ----------------- | ----------------------- | ------ | ------------------------------ | ------------- |
| 1. | 16. května 2011   | Moskva, Rusko           | antuka | Veronika Kapšajová             | 6–2, 6–1      |
| 2. | 18. července 2011 | Samsun, Turecko         | tvrdý  | Marta Domachowská              | 7–6(8–6), 6–2 |
| 3. | 8. srpna 2011     | Kazaň, Rusko            | tvrdý  | Caroline Garciaová             | 6–4, 6–2      |
| 4. | 26. prosince 2011 | Ťumeň, Rusko            | tvrdý  | Elina Svitolinová              | 6–2, 6–4      |
| 5. | 6. února 2012     | Launceston, Austrálie   | tvrdý  | Lesley Kerkhoveová             | 6–1, 6–3      |
| 6. | 7. května 2012    | Cagnes-Sur-Mer, Francie | antuka | Patricia Mayrová-Achleitnerová | 6–2, 6–1      |